# Asparagus sarmentosus
Asparagus sarmentosus är en sparrisväxtart som beskrevs av Carl von Linné. Asparagus sarmentosus ingår i släktet sparrisar, och familjen sparrisväxter. Inga underarter finns listade i Catalogue of Life.